# Gonderange
Gonderange (luxemburgiska: Gonnereng lyssna (fil); tyska: Gonderingen) är en ort i kommunen Junglinster i Luxemburg. Orten hade 1 735 invånare (2018). Gonderange ligger vid floden Ernz Noires källa, cirka 13 km nordost om staden Luxemburg.